# ناستیا چه
ناستیا چه (انگلیسی: Nastja Čeh؛ زادهٔ ۲۶ ژانویهٔ ۱۹۷۸) یک بازیکن فوتبال اهل اسلوونی است.
وی همچنین در تیم ملی فوتبال اسلوونی بازی کرده‌است و در جام جهانی فوتبال ۲۰۰۲ نیز عضو تیم ملی کشورش بوده‌است.